# Valley of Tears
Valley of Tears (svenska: "Tårarnas dal") är en sång skriven av Fats Domino och Dave Bartholomew och som spelades in av Fats Domino 1957. Den gavs ut på Imperial Records (5442). Låten nådde andraplats på den amerikanska R&B-listan, åttonde plats på den amerikanska pop-listan och 25:e plats på den brittiska singellistan. På B-sidan fanns It's You I Love, som nådde sjätte plats på den amerikanska poplistan.
Bland övriga artister som spelat in Valley of Tears märks bland andra Buddy Holly, Brenda Lee, Robert Plant och Van Morrison.